# 南托街道
南托街道是中华人民共和国湖南省长沙市天心区下辖的一个街道，2013年12月28日由原暮云镇分拆而来。

## 辖区
南托街道下辖以下地区：
南托岭社区、北塘村、南塘村、牛角塘村、三兴村、沿江村和兴马村。